# Emmanuelle Bercot
Emmanuelle Bercot (ur. 6 listopada 1967 w Paryżu) – francuska aktorka, reżyserka i scenarzystka filmowa. 
Jej debiut fabularny Clément (2001) został zaprezentowany w sekcji "Un Certain Regard" na 54. MFF w Cannes. Komediodramat Bettie wyrusza w drogę (2013) z Catherine Deneuve w roli głównej startował w konkursie głównym na 63. MFF w Berlinie. Deneuve zagrała u niej ponownie w dramacie Z podniesionym czołem (2015), który otworzył 68. MFF w Cannes. Na tej samej imprezie Bercot otrzymała nagrodę dla najlepszej aktorki za kreację w filmie Moja miłość (2015) w reżyserii Maïwenn.